# プリンス・オブ・ウェールズ (戦艦)
プリンス・オブ・ウェールズ (英語: HMS Prince of Wales) は、イギリス海軍の戦艦。
キング・ジョージ5世級の2番艦。艦名プリンス・オブ・ウェールズ（ウェールズ公）は、英国の王太子に相当する儀礼称号である。

## 概要
1937年1月初頭に建造を開始。1941年1月に竣工後、本国艦隊に所属。訓練未了で工事続行中の5月中旬、ビスマルク迎撃作戦に投入される。ランスロット・ホランド中将の指揮下で行動中の5月24日朝、巡洋戦艦「フッド」と共に、ドイツ戦艦「ビスマルク」および重巡洋艦「プリンツ・オイゲン」と交戦（デンマーク海峡海戦）。「ビスマルク」の砲撃で「フッド」が轟沈し、「プリンス・オブ・ウェールズ」も艦橋に被弾して避退した。

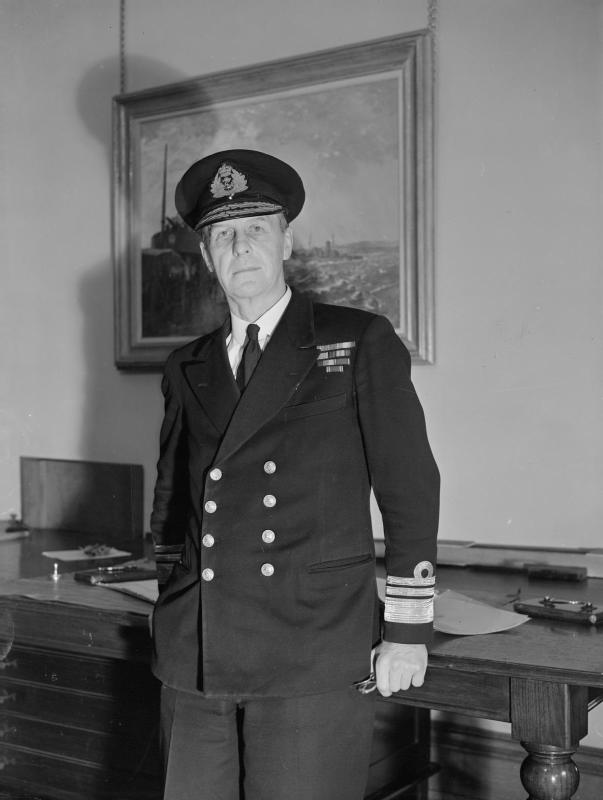
フレデリック・ウェイク・ウォーカー少将。

その後はフレデリック・ウェイク・ウォーカー少将（旗艦「ノーフォーク」）の指揮下で「ビスマルク」を追撃するが、「プリンス・オブ・ウェールズ」は燃料不足で戦場を離脱した。
修理後の「プリンス・オブ・ウェールズ」は、首相ウィンストン・チャーチルを乗せて大西洋を横断し、カナダのニューファンドランド島に移動、そこでアメリカ大統領フランクリン・ルーズベルトが乗艦する。会談の結果、8月12日に本艦艦上で大西洋憲章が締結された。
9月、地中海戦線に投入され、マルタ輸送作戦で活躍した（ハルバード作戦）。10月、極東情勢の悪化にともない東洋艦隊に編入されてシンガポールに移動する。
太平洋戦争開戦直後の12月10日、日本軍のマレー作戦を阻止するためマレー半島沖合を行動中のZ部隊を、馬来部隊麾下の日本海軍陸上攻撃機が襲撃する。このマレー沖海戦で、「プリンス・オブ・ウェールズ」は魚雷と爆弾多数を受けて沈没した。
本艦沈没時に、東洋艦隊司令長官トーマス・フィリップス大将と艦長ジョン・リーチ大佐も戦死した。

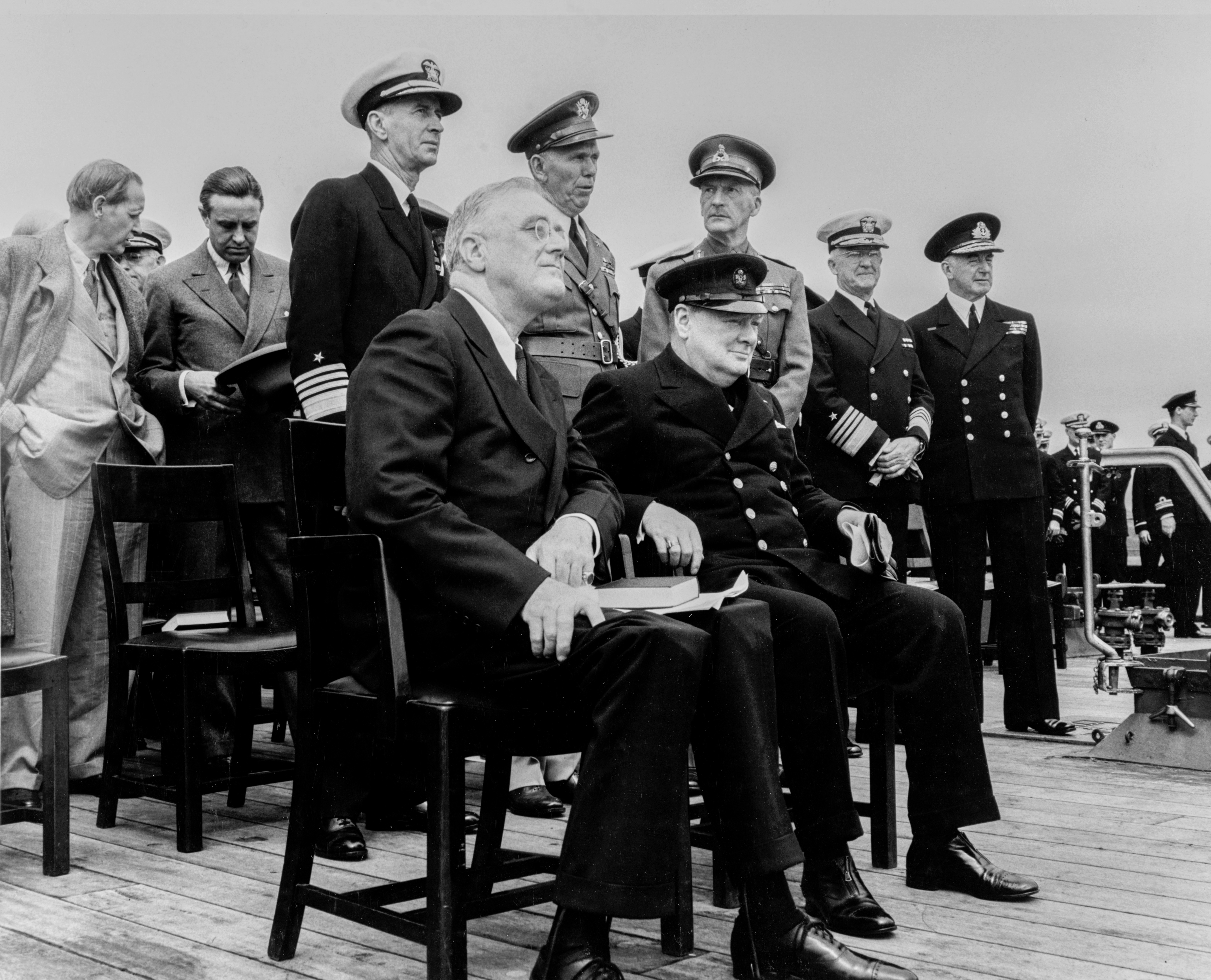
プリンス・オブ・ウェールズ艦上にて大西洋会談中のウィンストン・チャーチル首相、フランクリン・ルーズベルト米大統領ら。
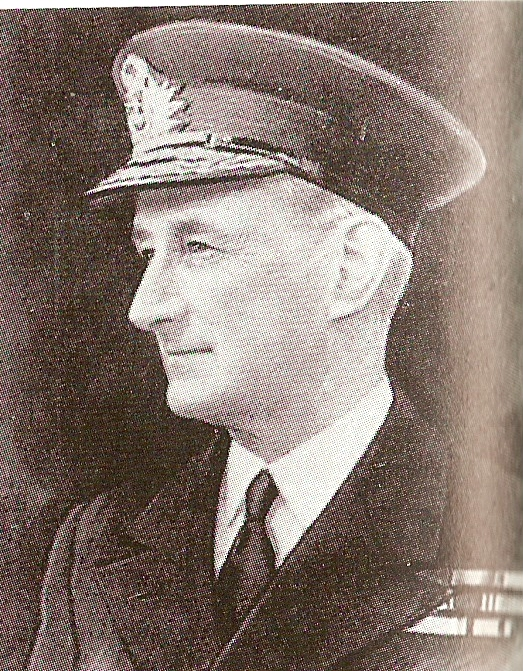
ランスロット・ホランド（英語版）中将。フッドを旗艦とし、プリンス・オブ・ウェールズを僚艦に敵艦ビスマルク迎撃に向かうも戦死した。
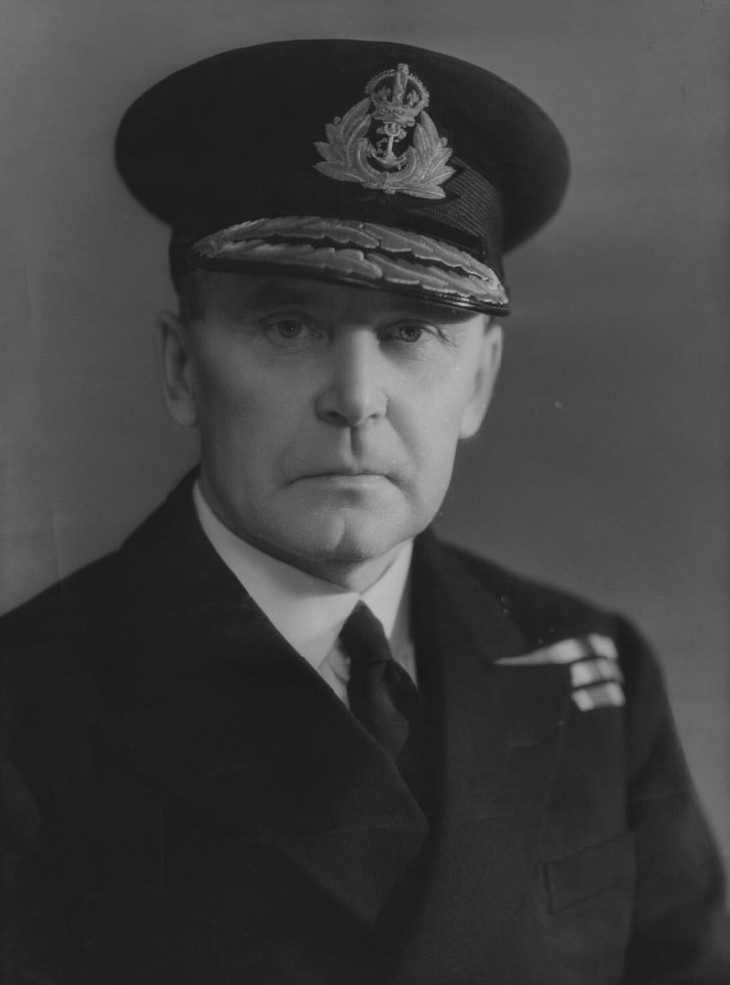
東洋艦隊司令長官トーマス・フィリップス大将。

## 艦名の由来
イングランドには伝統的に「国王の即位後に起工される最初の戦艦には、国王の名称を付ける」慣習があった。本来ならば1936年1月に即位したエドワード8世となるはずだったが、エドワード8世は「王冠を賭けた恋」により自ら退位しており、その後を襲った弟王ジョージ6世の名が用いられるはずだった。そのジョージ6世が、海軍士官としてより高名だった父王ジョージ5世を艦名としたい意向を示した。
そこで、父王の名前が1番艦に名づけられキング・ジョージ5世となり、兄王はジョージ5世時代の称号である王太子プリンス・オブ・ウェールズとして2番艦に命名された。ジョージ6世自らの名前は、即位前の称号であるヨーク公爵として3番艦デューク・オブ・ヨークに残されている。

## 艦歴

### 就役から対ビスマルク戦まで

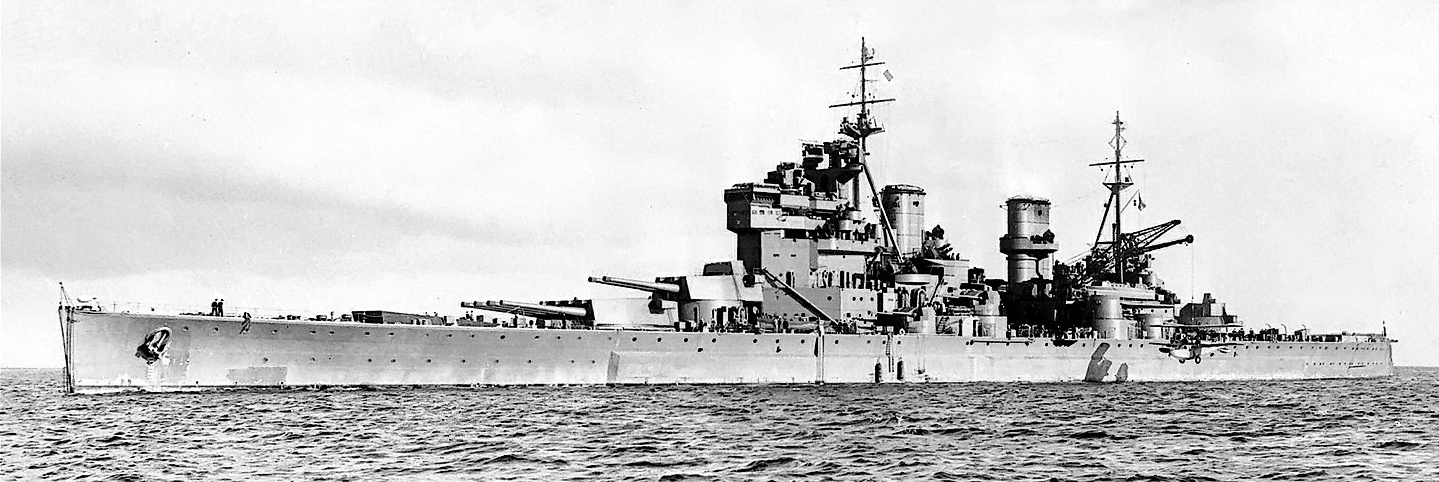
1941年4月20日頃の撮影。新造時のダークグレー単一塗装がなされている。

プリンス・オブ・ウェールズはキャメル・レアード社バーケンヘッド造船所にてワシントン海軍軍縮条約明け直後の1937年1月2日に建造を開始、1939年5月3日に進水した。艤装途中の1940年8月にはドイツ空軍の攻撃を受けた。1941年1月19日に艦長ジョン・リーチ大佐の指揮下で就役したが、3月31日まで完成しなかった。なお俳優のエズモンド・ナイトが砲術士官（予備士官）としてウェールズに配属されていた。
プリンス・オブ・ウェールズはチャーチル首相のお気に入りであり、就役直後は彼に「世界最強」と言わしめた戦艦であったが、完成が遅れ十分な訓練が出来ないまま第二次世界大戦に投入されることになる。
5月、ドイツ海軍 (Kriegsmarine) は戦艦や重巡洋艦による通商破壊を目論んでライン演習作戦を発動した。その頃のプリンス・オブ・ウェールズは乗員の慣熟訓練が未了であり、また主砲の故障等の問題を抱えていた。艦内では、ヴィッカース・アームストロング社の民間人工員が工事を続けていた。
5月20日昼すぎ、スウェーデン海軍の航空巡洋艦ゴトランド (HMS Gotland) がカテガット海峡でドイツ海軍の戦艦ビスマルク (Bismarck) および護衛部隊と遭遇し、本国に連絡する。その情報は、ただちにイギリスに伝えられた。イギリス軍は航空哨戒を厳重におこない、21日にノルウェー南西部ベルゲン南方のグリムスター・フィヨルドで、ギュンター・リュッチェンス中将が指揮する戦艦ビスマルクと重巡プリンツ・オイゲン (Prinz Eugen) を発見した。オークニー諸島スカパ・フロー所在の本国艦隊司令長官ジョン・トーヴィー大将はいくつかの対応策を指示しており、その一環として本国艦隊の主力艦艇を二つに分割した。
本国艦隊副司令長官／巡洋戦艦戦隊司令官ランスロット・ホランド中将に対しては、巡洋戦艦フッド、新鋭戦艦プリンス・オブ・ウェールズ、駆逐艦6隻を引き連れ、ビスマルク部隊を捕捉するためにアイスランド方面に進出するよう命じた。
5月21日深夜、フッド（ホランド中将旗艦）とプリンス・オブ・ウェールズは、本国艦隊旗艦キング・ジョージ5世 (HMS King George V) に見送られてスカパ・フローを出発した。5月23日夜、デンマーク海峡を哨戒中の重巡2隻からビスマルク部隊発見の通報をうけたホランド戦隊は、駆逐艦を残して進撃した。
5月24日朝、アイスランド近海の大西洋上において、ホランド戦隊（フッド、ウェールズ）はリュッチェンス部隊（ビスマルク、プリンツ・オイゲン）を発見し、砲撃戦を開始した（デンマーク海峡海戦／アイスランド沖海戦）。ドイツ側は、先頭艦がプリンツ・オイゲン、後方にビスマルクが航行していた。フッドは先頭をすすむプリンツ・オイゲンをビスマルクと間違えて砲撃し、プリンス・オブ・ウェールズはビスマルクを狙ったので、ホランド戦隊の砲火は分散してしまった。ドイツ側は2隻ともフッドを目標にして砲撃を開始した。なおリュッチェンス部隊の後方には重巡洋艦ノーフォーク (HMS Norfolk, 78) とサフォーク (HMS Suffolk, 55) とが追走していたが、戦闘に殆ど関与できなかった。
砲戦開始から10分も経過しないうちに、ビスマルクの第五斉射がフッドの第二煙突と後部マストの中間に命中した。フッドは轟沈し、プリンス・オブ・ウェールズ乗組員に衝撃を与えた。
ウェールズはフッドの残骸を回避するため右に舵をとり、プリンツ・オイゲンとビスマルクに近づくことになった。しかもフッドとほぼ同じ航跡だったため、ドイツ側は照準を修正せず効果的な射撃をおこなうことができた。ウェールズの艦橋にビスマルクの主砲弾が命中し、艦橋乗組員のうち3名（リーチ艦長、掌信号長、航海科士官1名）以外は全員戦死した。艦橋下部の航跡記録係士官は、伝声管から血がしたたり落ちてきて、被弾と惨事に気付いたという。この海戦でウェールズに命中した弾丸は、ビスマルクの15インチ砲弾4発、オイゲンの8インチ砲弾3発であった。航海長を含む士官2名、下士官11名が戦死、士官1名と下士官兵8名が負傷する。羅針艦橋、レーダー操作室、艦載機揚収クレーン、副砲4門と方位盤、短艇と艦載機が破壊されたり損傷をうけた。吃水線下への命中弾では、400トンの浸水被害が生じた。さらに砲戦中のウェールズの主砲が次々に故障した。トーヴィー戦隊が南東400マイルまで来ているの知ったリーチ艦長は退避を決断する。ウェールズは、プリンツ・オイゲンの魚雷の射程に入る直前に転舵し、リュッチェンス部隊と距離をとった。砲戦開始から21分が経過していたという。ビスマルクの艦長エルンスト・リンデマン大佐はプリンス・オブ・ウェールズを追撃して撃沈することを望んだが、リュッチェンス提督は通商破壊作戦やトーヴィー戦隊の接近などを総合的に判断し、手負いのウェールズを見逃した。午前6時32分、リュッチェンス提督は上級司令部に「巡洋戦艦1、おそらくフッドを撃沈。帯同の戦艦キング・ジョージ五世もしくはレナウンは損傷を負って逃走。2隻の重巡はなお触接を維持」と報告した。
デンマーク海峡海戦で、プリンス・オブ・ウェールズは主砲の故障に悩まされた。最初の斉射を放った直後にA（1番）砲塔が故障したが、第3射がビスマルクの燃料タンクとボイラー室に損害を与えた。総合すると、ビスマルクに14インチ主砲弾3発、プリンツ・オイゲンに14インチ主砲弾1発（不発）を命中させた。ウェールズがビスマルクに与えた損害は、予想以上に大きかった。艦中央部に命中した1発は、不発だった。2発目は重要区画に飛び込み、2番ボイラー室でボイラー2基を使用不能にし、乗組員5名が負傷した。艦首左舷水線部に命中した1発（不発）は、燃料タンク2つを貫通し、燃料供給弁も壊した。ビスマルクは1,000トンあまりの燃料を使えなくなり、作戦行動に支障をきたすようになった。さらに艦前部への浸水で前方に2度乃至3度、左に9度傾斜し、バランスをとるために艦尾区画に注水しなければならなかった。速度は最大で28ノットに低下し、壊れた燃料タンクから油の尾をひくようになった。ドックに入って修理しないかぎり、長期の作戦行動をとれなくなったのである。リュッチェンス提督はプリンツ・オイゲンのみに通商破壊作戦を続行させ、ビスマルクをフランス西部のブレスト基地に帰投させる決断を下した。
ビスマルク尾行を続けるウェイク・ウォーカー少将は、フッド生存者の捜索を駆逐艦にまかせ、ひきつづき重巡2隻を率いて追跡を続けた。損傷したプリンス・オブ・ウェールズはウォーカー少将の指揮下に入り、重巡2隻と合流してビスマルク追跡任務に従事した。ビスマルクの方も、しつこいウォーカー戦隊3隻（ノーフォーク、サフォーク、ウェールズ）をビスマルクの護衛艦とみなすことにしたという。5月24日午後、チャーチルと、海軍本部のダドリー・パウンド元帥（第一海軍卿）は、ウォーカー戦隊がビスマルクの随伴部隊と化したことを憂慮していた。パウンドは「プリンス・オブ・ウェールズをして戦闘再開せしむることに関し、如何に考慮しありや？」と打電した。事実上の叱責であり、ウォーカー少将はビスマルクに砲戦を挑む決意を固めた。リュッチェンス部隊では、プリンツ・オイゲンが通商破壊作戦続行のために分離し、ビスマルク単艦となった。ウォーカー戦隊3隻は再びビスマルクと砲火を交え、プリンス・オブ・ウェールズは12斉射をおこなったところで前部の主砲2門が動作不能となり射撃を中止した。距離28,000以上の遠距離砲戦で、砲撃条件も悪かった。ビスマルクも散発的に主砲で応戦した程度で、双方とも命中弾を得なかった。
つづいてイギリス空母ヴィクトリアス (HMS Victorious, R38) のソードフィッシュ9機がビスマルクに雷撃を敢行し、魚雷1本を命中させたが損害軽微であった。空襲から約1時間後、プリンス・オブ・ウェールズは距離15,000メートル彼方のビスマルクにむけて主砲2斉射をはなち、ビスマルクも主砲の斉射で応戦した。命中弾のない砲撃戦は短時間で終わり、ウェールズはビスマルクと距離をとった。
またビスマルク追跡中に、イギリス輸送船団遭難者の救助をおこなっていたアメリカ合衆国沿岸警備隊の監視船モウドック（1,800トン）と遭遇したウォーカー戦隊は、これをビスマルクと誤認して沈めようとした。そうこうしているうちに、ウォーカー戦隊はビスマルクを見失った。プリンス・オブ・ウェールズは、燃料不足になって離脱した巡洋戦艦レパルスの代艦として、トーヴィー長官の指揮下に入った。だがウェールズやヴィクトリアスも燃料不足となり、5月25日に補給のためアイスランドにむかった。その後、本国のロサイスに戻ったプリンス・オブ・ウェールズは6週間に渡る修理を行った。

### 地中海の戦い
プリンス・オブ・ウェールズは大西洋を渡りカナダへ移動、チャーチルら一行を乗せてニューファンドランド・ラブラドール州プラセンティア湾のアルゼンチア海軍基地に到着、8月10日からアメリカ大統領ルーズベルトとの会談が始まる。12日、プリンス・オブ・ウェールズの艦上で大西洋憲章が締結された。

9月、プリンス・オブ・ウェールズは地中海攻防戦に投入される。クレタ島撤退作戦後、イベリア半島南東部ジブラルタルを拠点とするH部隊 (Force H) を増強するため、本艦とネルソン級戦艦2隻（ネルソン、ロドニー）などが地中海に派遣された。9月下旬、ジブラルタルから英領マルタへの増援船団を護衛するハルバード作戦に参加した。イタリア王立海軍 (Regia Marina) の新鋭戦艦2隻（リットリオ、ヴィットリオ・ヴェネト）などが出撃したが、戦艦同士の砲撃戦は起きなかった。またイタリア王立空軍 (Regia Aeronautica) のSM.84雷撃機により、戦艦ネルソン (HMS Nelson, 28) が艦首に被雷して損傷している。輸送作戦は成功した。この作戦中、プリンス・オブ・ウェールズは味方のフルマー戦闘機を2機撃墜してしまっている。

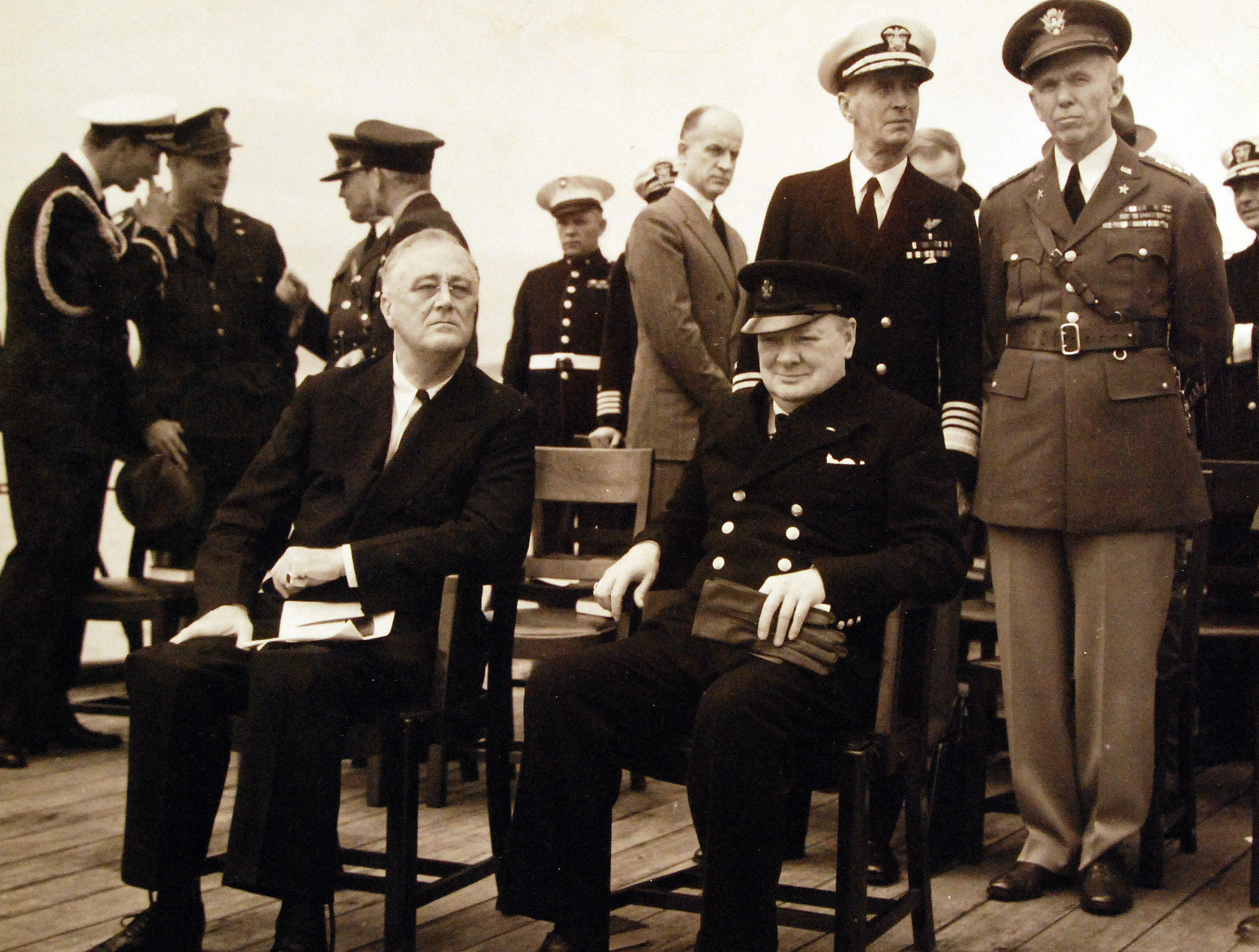
大西洋会談を行う米英首脳陣。 プリンス・オブ・ウェールズ艦上にて。
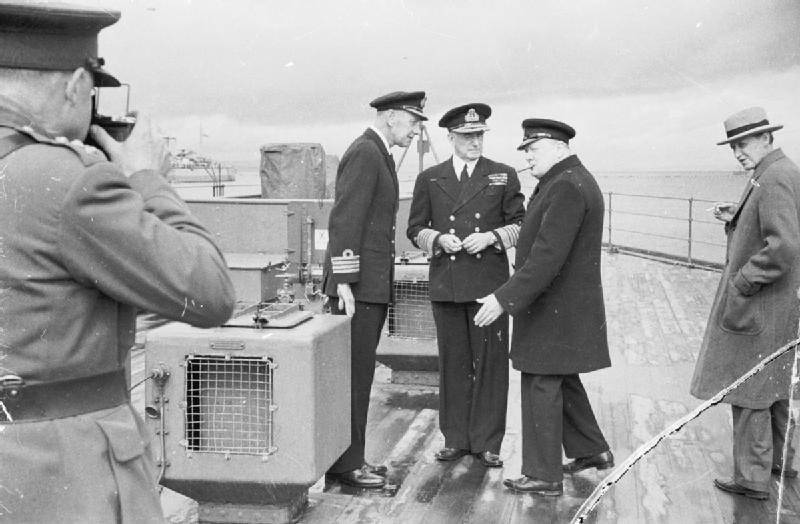
大西洋会談に向かうチャーチル首相。左にジョン・リーチ艦長、ダドリー・パウンド第一海軍卿の姿もある。
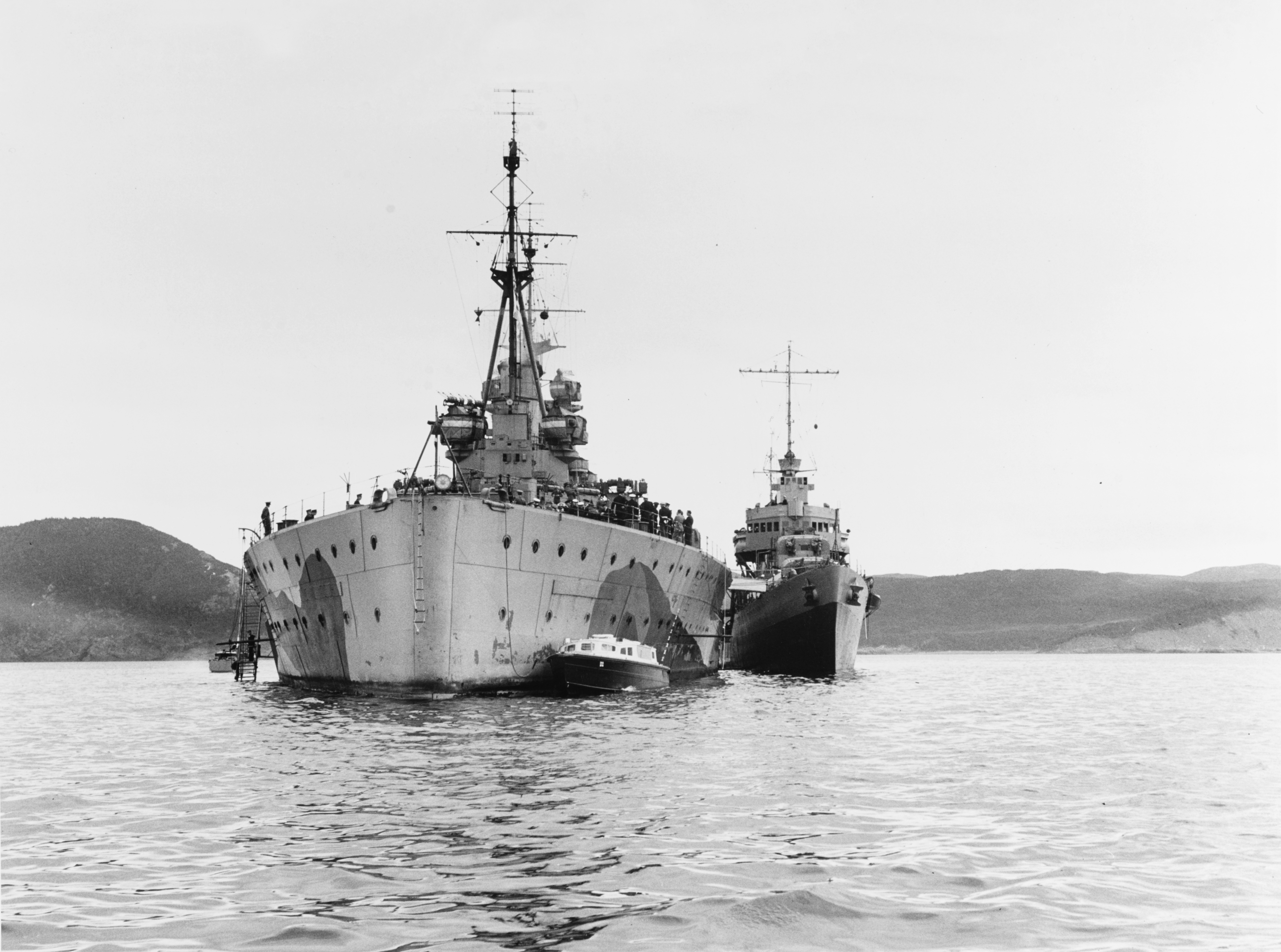
プリンス・オブ・ウェールズに横付けした米・駆逐艦マクドゥーガル（英語版）（USS McDougal, DD-358）。ルーズベルト大統領は乗艦の重巡洋艦オーガスタからマクドゥーガルを経て本艦に来艦した[123]。
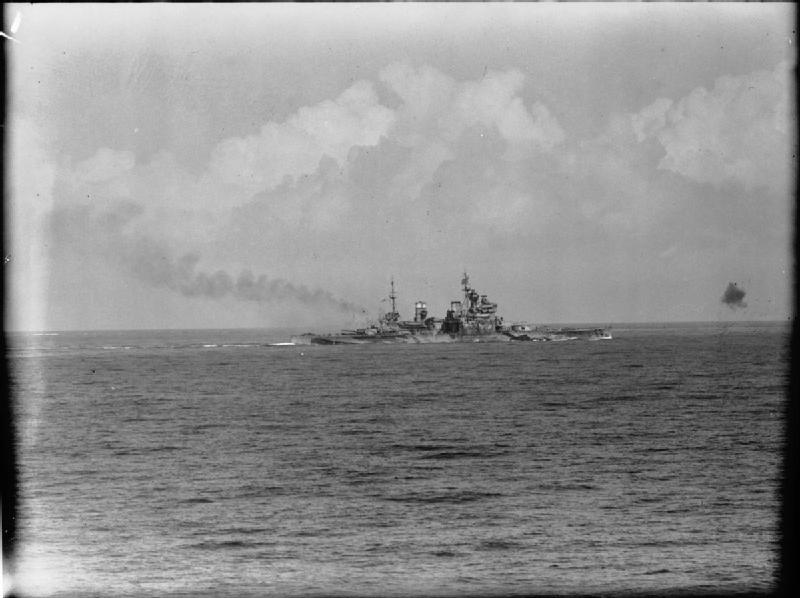
地中海でイタリア雷撃機と交戦中のプリンス・オブ・ウェールズ。1941年9月27日撮影。ハルバード作戦参加中の一枚[124]。写真右では、13.3インチ砲の炸裂が確認できる。

### 東洋艦隊派遣

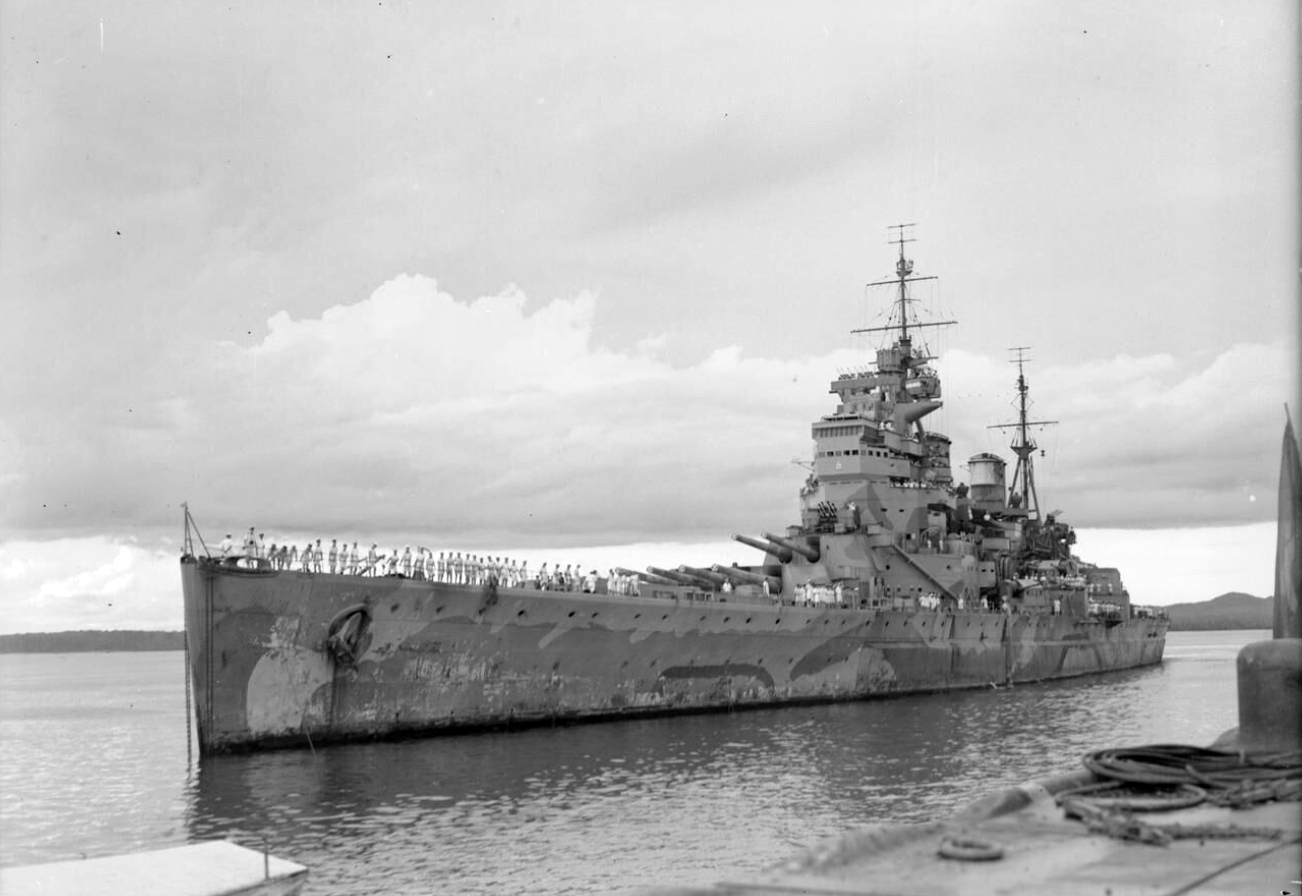
シンガポールに到着したプリンス・オブ・ウェールズ。1941年12月2日撮影。

10月25日にチャーチル首相の強い要請で、今後予想される日本軍南下の抑止力として、プリンス・オブ・ウェールズのインド洋への派遣が決まった（シンガポール防衛計画）。
海軍本部のパウンド元帥（第一海軍卿）は、自分を補佐していたトーマス・フィリップス中将に極東派遣部隊の指揮をとらせた。さらに支那方面艦隊（ジェフリー・レイトン提督）を解隊して東洋艦隊に統合することにした。東洋艦隊がこのような最新戦艦を持つことは前例がなく、ドイツやイタリア王国とヨーロッパで戦争遂行中に、日本と開戦間近と見られていたとはいえ主力艦を東洋に回航したのは相当な意味があった。チャーチル首相とイギリス軍は、プリンス・オブ・ウェールズ及びレパルスにより、イギリスの植民地であるマレー半島やオーストラリア、さらには当時イギリス軍が制海権を持っていたインド洋への日本軍の侵攻を阻止または断念させる事を目的としていたのである。その観測の根拠はそれほど的外れなものではなかった。チャーチル首相はビスマルク1隻にイギリス海軍が翻弄され、さらに姉妹艦ティルピッツ (DKM Tirpitz) 1隻が大きな戦略上の障害になっていることを説いた 。
プリンス・オブ・ウェールズは南アフリカのケープタウンを経由し、11月28日セイロン島コロンボに入港する。ここで対空火器を増強した。12月2日には巡洋戦艦レパルス（テナント大佐）と共にマレー半島南端に位置するシンガポール海軍基地に到着した。シンガポールはイギリスの植民地であり、同時にイギリス軍の重大拠点でもあった。マレー半島防衛のためにイギリス極東軍（司令長官ロバート・ブルック・ポッファム大将）が準備していた計画をマタドール作戦と呼ぶ。ウェールズは東洋艦隊の旗艦としてフィリップス大将の指揮下に入り、有事の際はフィリピンをのぞく東洋連合軍海軍を統一指揮することになっていた。
なお装甲空母インドミタブル (HMS Indomitable, 92) が合流する予定であったが、同艦は竣工したばかりで基礎訓練を必要としていた。しかもジャマイカを出港直後に座礁したため、太平洋戦争開戦までに合流できなかった。それに代わる軽空母ハーミーズ (HMS Hermes, 95) も、速力が足らず配備されなかった。そして、他の空母を欧州戦線や地中海戦線から引き抜き、極東に派遣できる余裕はなかった。イギリス海軍の戦力に不安を感じていたフィリップス提督は、R級戦艦4隻や、アメリカ西海岸で修理中の戦艦ウォースパイト (HMS Warspite) を極東にふりむけるよう本国に要請したが、間に合わなかった。
太平洋戦争開戦直前の時点における英国は、プリンス・オブ・ウェールズを世界最強とみなしていた。日本海軍が有する長門型を含め、対抗できる日本側の戦艦戦力は存在しないとされていた。日本海軍が新世代戦艦を建造していることは列強各国にも知られていたが、その性能は16インチ砲9門ないし10門、基準排水量40,000～42,000トン、速力27-30ノットという推定であった。日本軍の陸上部隊の輸送には対抗上、戦艦の護衛が必須と思われ、これを調達出来ない日本軍はマレー半島での作戦遂行が著しく困難になる筈と考えられていた。
何よりも当時の常識では、行動中の新式戦艦が航空機に撃沈された事例は無かった。
さらに、イギリス軍は日本軍機の性能を過小評価していた。対峙する日本海軍においても、その航空戦力発展に大きく寄与してきた連合艦隊司令長官山本五十六大将でさえ、1941年（昭和16年）12月10日朝の旗艦長門において三和義勇連合艦隊参謀に「リナウンもキングジョージもやれるかな。リナウンは撃沈できるがキングジョージは大破だろう」と声をかけた。山本と三和は、イギリス新鋭戦艦を撃沈できるかどうかにビールを賭けた。

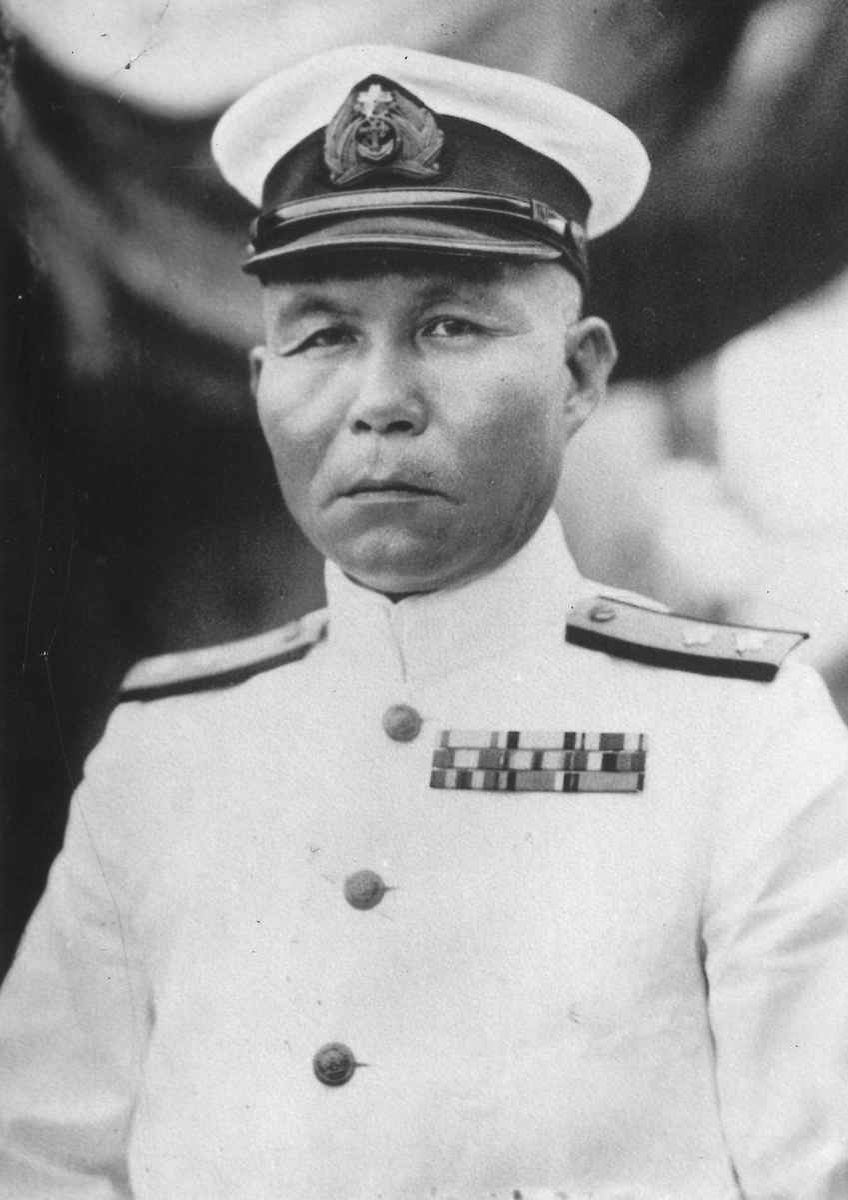
マレー作戦を担当した南遣艦隊司令長官小沢治三郎中将

イギリス軍が東洋艦隊に最新鋭戦艦と高速戦艦を配備したという情報は日本軍の作戦計画に影響を与え、連合艦隊は馬来部隊に潜水戦隊と陸上攻撃機を増強して対応した。さらに南方部隊本隊と馬来部隊の水上部隊で対処することにした。日本軍の南方作戦において、海軍側の総指揮官は第二艦隊司令長官近藤信竹中将（南方部隊指揮官、旗艦愛宕）で、高雄型重巡洋艦2隻と金剛級高速戦艦2隻（金剛、榛名）を有していた。
マレー作戦を担当していたのは南遣艦隊司令長官小沢治三郎中将（馬来部隊指揮官、旗艦鳥海）で、おもに陸軍輸送船団の護衛を担う。指揮下に最上型重巡洋艦4隻、第三水雷戦隊と二個潜水戦隊、さらに増強された基地航空部隊を有していた。
現場の南方部隊本隊や馬来部隊では、同部隊の昼間砲撃力ではイギリス東洋艦隊に明らかに劣るため艦隊決戦に勝機を見いだせず、夜戦に活路を見出すしかないと思われていた。

既述のように日本連合艦隊はイギリス戦艦2隻の増援に対して馬来部隊に陸上攻撃機（基地航空部隊）を増強しており、キング・ジョージ5世（ウェールズ）についても「撃沈は無理でも大破させることは可能」、リナウン（レパルス）は撃沈できると判断していた。宇垣纏少将（当時、連合艦隊参謀長）は「吾人の眼よりせば茲に飛び込むは我潜あり、機雷あり、大巡数隻水戦あり、加ふるに高速戦艦二隻ある上、南部佛印に我攻撃機隊の相當優勢なるものあるを知るや知らずや、無謀と云はざれば其の傍若無人振りを賞すべきなり」と余裕を持っている。英戦艦2隻は「鴨がねぎを負って現れたる海戦を何と命名するや」というマレー沖海戦に臨むことになった

### 最期
1941年（昭和16年）12月8日未明に実施されたマレー作戦を機に太平洋戦争（大東亜戦争）がはじまった。
東洋艦隊では主力艦艇でZ部隊 (Force，Z) を編成した。フィリップス提督はイギリス空軍の支援を要請したが、実施されなかった。Z部隊（戦艦プリンス・オブ・ウェールズ、巡洋戦艦レパルス、駆逐艦4隻は同8日夕刻にシンガポールを出撃し、マレー半島のコタバルとシンゴラへ向かう日本陸軍部隊を乗せた輸送船団の攻撃に向かった。これを馬来部隊（指揮官・小沢治三郎中将、南遣艦隊司令長官）率いる水上艦部隊と、サイゴン方面の飛行場に配備された基地航空部隊が迎え撃った。
Z部隊はアナンバス諸島を迂回して、日本軍輸送船団の上陸地点シンゴラにむかった。12月9日15時15分、日本軍の潜水艦伊65がZ部隊を発見した。伊65は「敵レパルス型戦艦2隻見ゆ、地点コチサ11、針路340度、速力14ノット」と報告する。南方部隊は全水上部隊を集結させて翌朝決戦の意図を示した。馬来部隊は重巡や水雷戦隊による夜戦の用意をおこないつつ、麾下の第二十二航空戦隊（基地航空部隊）による夜間攻撃を試みた。Z部隊では情勢を検討し、21時45分に反転して帰途についた。また燃料不足になった駆逐艦テネドス (HMS Tenedos) を分離し、一足先にシンガポールに帰投させた。
12月10日午前0時、陸攻は南遣艦隊旗艦の重巡鳥海（小沢中将旗艦）を英戦艦と間違えて照明弾を投下、夜間雷撃の準備にはいり、鳥海が敵味方識別を懸命に訴える一幕もあった。鳥海とZ部隊は8～32キロ前後にまで接近していたが、双方とも敵艦を発見できなかった。この頃、潜水艦伊58がZ部隊の反転を確認して各方面に通報したが、上級司令部までに届かなかった。Z部隊では「日本軍がクワンタンに上陸中」との情報を入手し、同10日午前2時20分に同地へむかったが日本軍と遭遇せず、反転してシンガポールにむかった。午前715分、ウェールズは水上偵察機ウォーラスを発進させ、同機はクアンタンを偵察後にシンガポールへ帰投した。

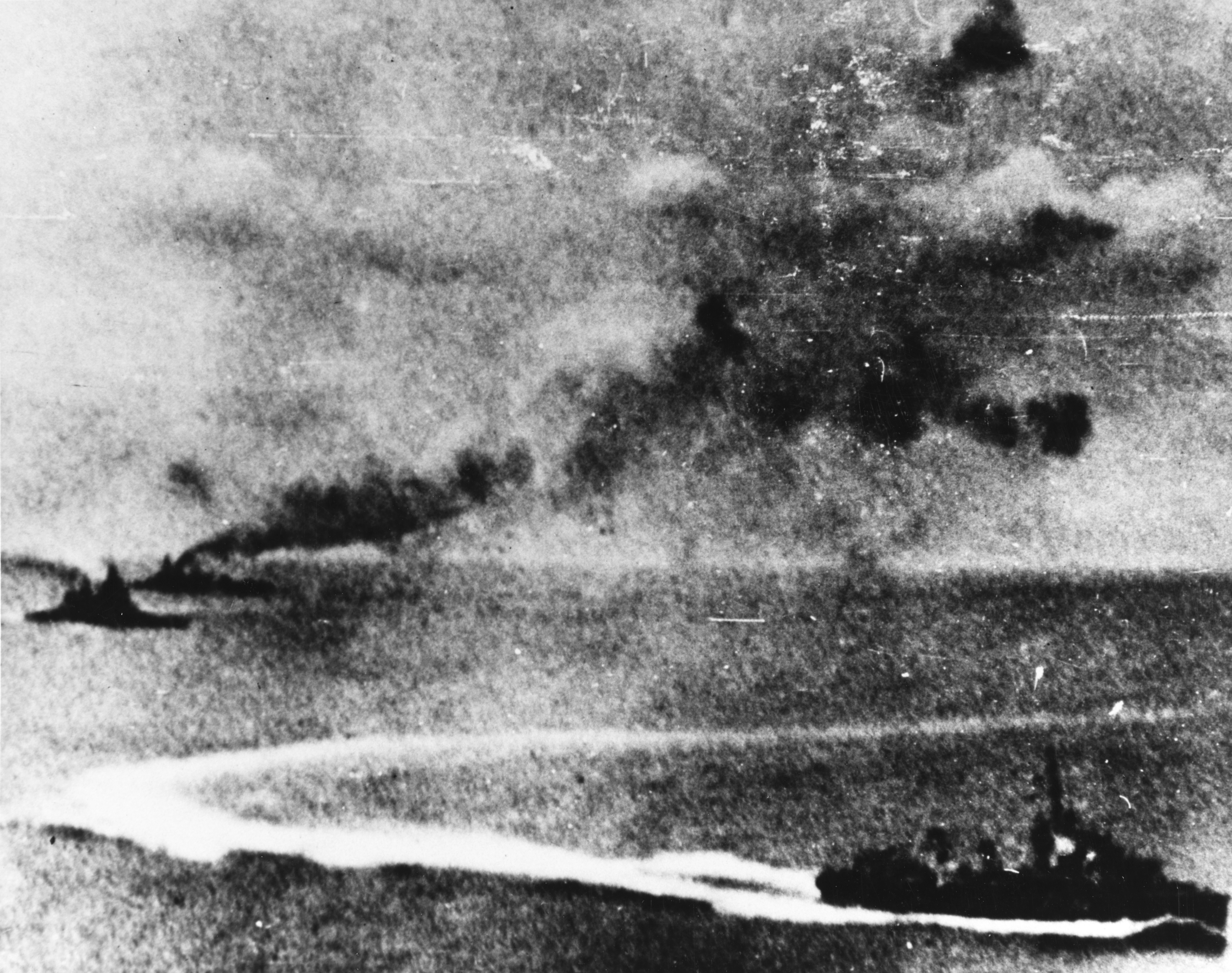
マレー沖海戦で日本軍機の攻撃を受け回避行動を行うプリンス・オブ・ウェールズ（画面左前方）とレパルス（画面左後方）。

同10日昼間、Z部隊は南シナ海において行われたマレー沖海戦で、九六式陸上攻撃機（美幌海軍航空隊、元山海軍航空隊）と鹿屋海軍航空隊の一式陸上攻撃機の大部隊に襲撃された。日本時間午前11時45分、帆足正音予備少尉が指揮する九六陸攻（元山空、索敵）がＺ部隊を発見して通報した。同機の誘導により、まず美幌空の九六式陸攻8機が水平爆撃を敢行し、レパルスに爆弾1発が命中して小破した。続いて元山空の九六式陸攻の雷撃がはじまる。第2波空襲開始早々、プリンス・オブ・ウェールズに魚雷2本が命中した。左舷艦尾、推進軸付近に命中した魚雷により推進軸が捩れ曲がり、回転するタービン･シャフトの先端が隔壁を連打して破壊した。ウェールズはこの致命的な損傷により大浸水を生じ、速力は20ノット程度に低下、舵も効かなくなった。発電機室の浸水により停電し後部の4基の13.3cm連装両用砲と操舵機が使用不能になり、傾斜によって両用砲の運用が困難となる。ウェールズは「我れ航行の自由を失えり」の信号旗を掲げてレパルスの救援を要請したが、一式陸攻部隊（鹿屋空）の空襲が始まると、雷撃でレパルスが沈没した。
回避運動も対空射撃もままならなくなっていたウェールズには、魚雷3-4本と爆弾1発が命中した。爆弾は、美幌空の九六陸攻部隊が敢行した水平爆撃である。艦中央部の水上機飛行甲板に命中し、そこに集められていた負傷者を含め多くの死者を出した。後の海底調査は、この時の魚雷の命中は3本であり、3本とも右舷に命中していた。まず右舷船首の先端部分に魚雷が命中、続いて右舷艦中央部に命中、最後に右舷後部に命中した。船体後部は左舷後部に命中した魚雷による浸水のために沈下しており、最後に右舷に命中した魚雷は正常時の喫水線の上に命中した。この右舷後部の魚雷命中により、右舷外側推進軸が破壊され、右舷外側スクリューも失われ、ウェールズは1軸運転となる。

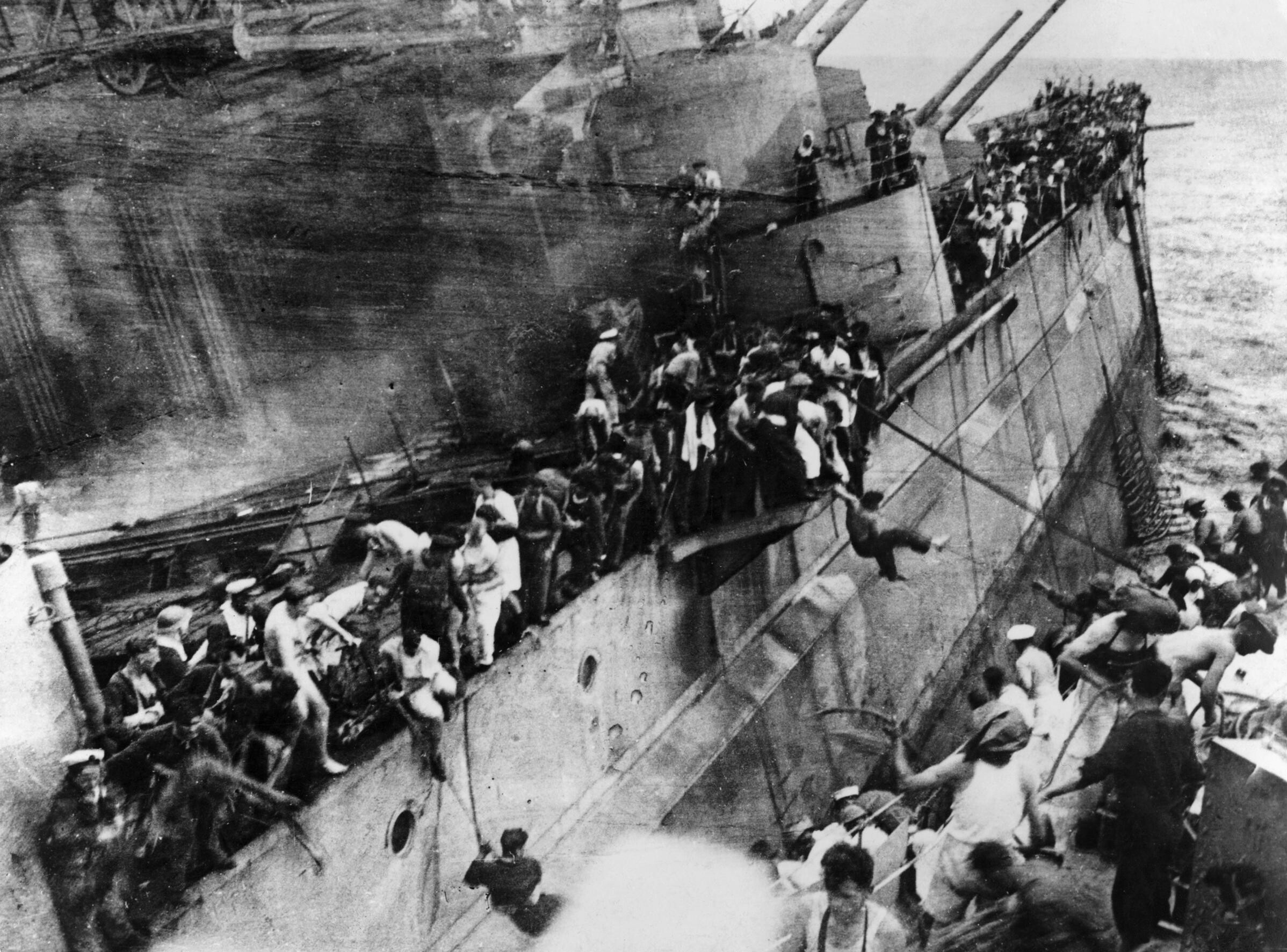
傾斜するプリンス・オブ・ウェールズ。乗員が駆逐艦エクスプレスへ乗り移る場面を映した一枚。

日本軍攻撃隊が去ったあと、フィリップス長官の命令により駆逐艦エクスプレス (HMS Express, H61) が接舷してウェールズ乗組員を救助する。第243飛行隊や第453飛行隊のバッファロー戦闘機が到着した時には、ウェールズは沈みかけていた。ウェールズでは13時15分に総員退去が命じられ、13時20分に転覆、沈没した。日本軍記録では魚雷7本、500kg爆弾2発命中（英軍記録魚雷6本、爆弾1発）、日本時間14時50分沈没となっている。乗組員1612名のうち、士官90名と兵員1195名が救助されたという。327名（将校20名、兵307名）が戦死した。船乗り猫の“チャーチル”も救助されたが、のちにシンガポールで行方不明となった。日本側は雷撃50機、爆撃25機がZ部隊を攻撃し、3機を喪失した。なお、プリンス・オブ・ウェールズとレパルスの合計戦死者が士官47名、兵793名と比較的少ないのは、日本軍の航空機が駆逐艦による救助作業を全く妨害しなかったためである。

マレー沖海戦を生き延びたプリンス・オブ・ウェールズとレパルスの水上偵察機ウォーラスは、イギリス空軍の第205飛行隊 (No. 205 Squadron RAF) に引き取られた。

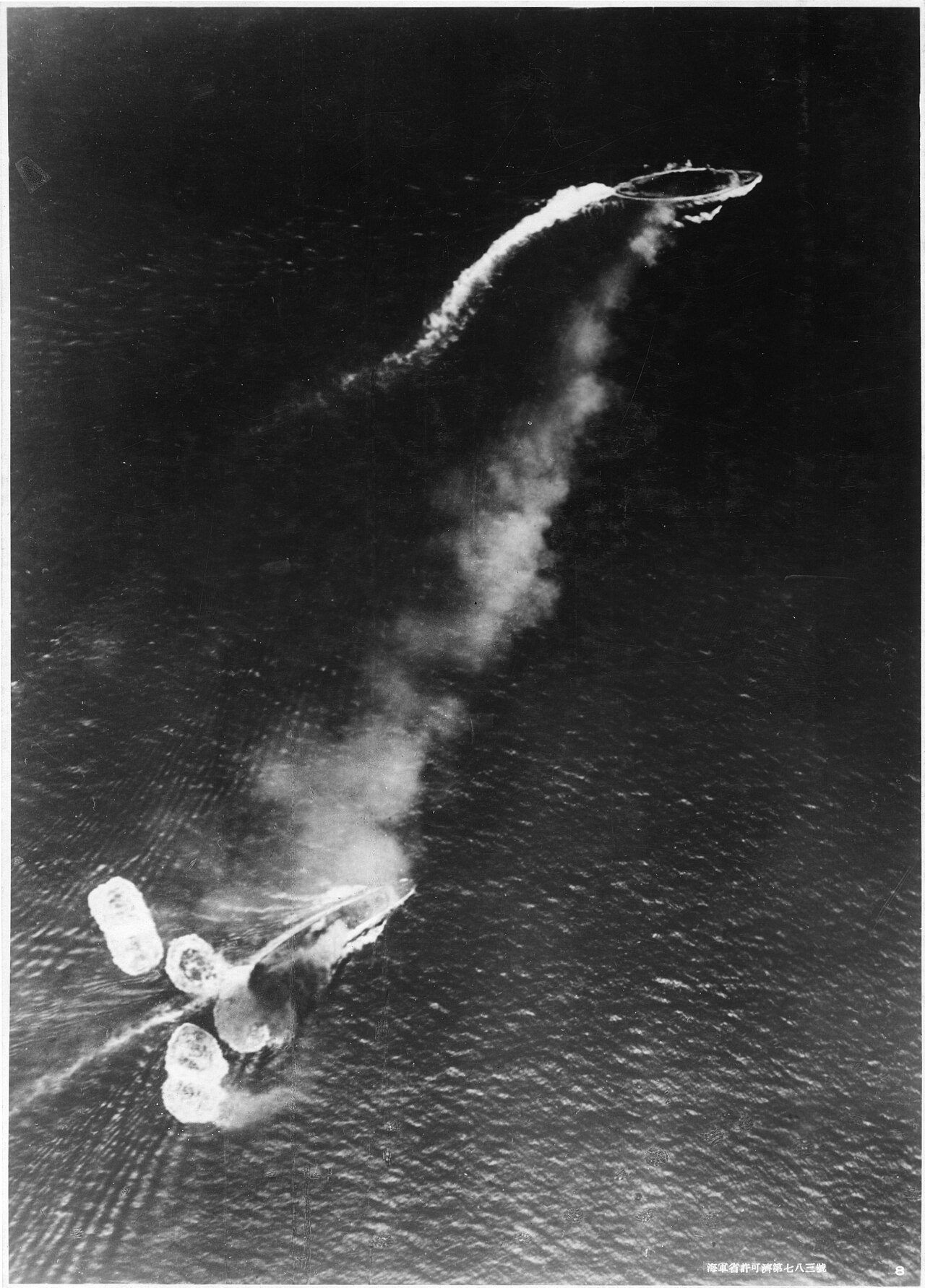
九六式陸攻から爆撃されるプリンス・オブ・ウェールズ（上）、レパルス（下）
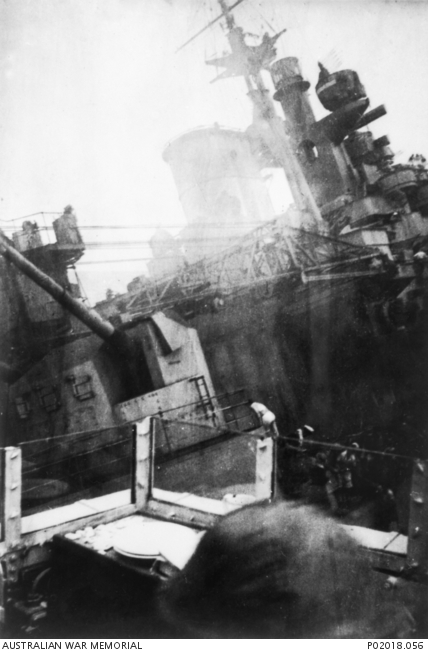
左舷に傾くプリンス・オブ・ウェールズ。13.3インチ両用砲が上空を睨んでいる。
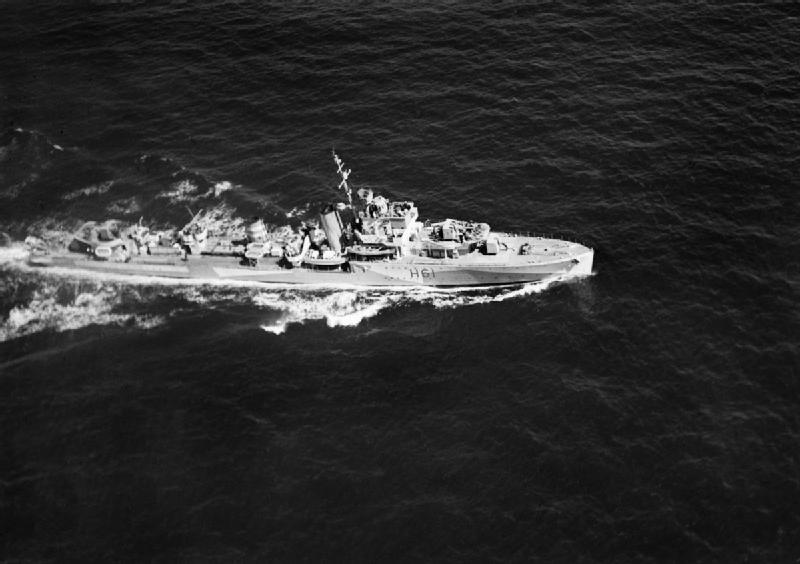
駆逐艦エクスプレス

### 影響
マレー沖海戦以前にも、イギリス空母アーク・ロイヤル (HMS Ark Royal, 91) のソードフィッシュが雷撃でドイツ戦艦ビスマルクの舵を破壊し、同艦の撃沈に貢献した。また空母イラストリアス (HMS Illustrious, R87) のソードフィッシュによるタラント空襲や、3日前に南雲機動部隊の艦上機によって行われた真珠湾攻撃では、「停泊中」の戦艦が航空攻撃により沈められた。ギリシャ・イタリア戦争におけるサラミス湾空襲では戦艦キルキス (Kilkis)とレノムス(Lemnos) がJu 87の急降下爆撃で沈められたりしているが、これらは港に停泊中を奇襲され充分な対応ができないうちに被害を受けたり、旧式化した練習戦艦が被害を受けた結果であった。だが、マレー沖では充分な装備を持ち、万全の準備を行っていた「行動中」の新式戦艦が航空機の攻撃だけで撃沈された。戦前の予測では、新式戦艦を航空機で沈めるのは難しいとされていた。だが航空機には勝てない事が明らかとなり、航空機の掩護がなければ艦船の行動や作戦実行がきわめて難しいことが認識された。ただし本海戦は戦艦側に上空警戒機が1機もなく、このために陸攻の攻撃が成功したとする論調もあった。
宇垣纒は「極東艦隊司令長官旗艦として急遽回航せる計りの最新鋭艦も其の無暴なる行動に依り脆くも飛行機の為に海底の藻屑となる」「昨日来の経過は確に航空機の威力を確認せざるを得ず。嘗てはビスマークを葬るに参加せる新鋭の本戦艦も案外防禦力薄弱にして、獨の復讐江戸の讐を長崎にて打ちたる格好となれり」と感想を述べている。
戦略的にも大きな意味があった。シンガポール占領を目指す日本軍にとって最大の障害と見られた東洋艦隊主力が壊滅したことは、マレー作戦をふくめた南方作戦全体の作戦展開に弾みをつけることになった。プリンス・オブ・ウェールズの撃沈の報告を聞いたイギリスのチャーチル首相は絶句し「戦争全体でその報告以上に私に直接的な衝撃を与えたことはなかった（In all of the war I have never received a more direct shock.）」と著書の『第二次世界大戦回顧録』で語っている。またイギリス議会下院で本艦喪失を報告した時には「マレーとハワイにおいて与えられた喪失の重大性を過小評価してはならない。また我々を襲ってきた新たな敵の力をも。また絶対の勝利を収めるのに必要な大きな兵力を極東に創造し、整理し、盛り上げることに要する時間の長さも、過少評価してはならない」と述べた。
プリンス・オブ・ウェールズ沈没のニュースに、日本は大いに沸いた。各主要新聞はトップで報じ、大本営も12月10日午後4時5分の発表でイギリス東洋艦隊撃滅を報じ、「無敵海軍」「海の荒鷲」を宣伝した。参謀総長（杉山元陸軍大将）から報告を受けた昭和天皇は「ソレハヨカッタ」と喜んでいる。軍令部でもシャンパンで祝杯を挙げたという。連合艦隊旗艦長門作戦室では「キングジョージ5世（ウェールズ）沈没」の速報が流れると歓声があがり、普段は無表情な山本長官が非常に上機嫌であったという。山本は三和に「（ビール）10ダースでも15ダースでもいくらでも出そう」と笑顔で語った。また翌日、プリンス・オブ・ウェールズを撃沈した航空隊員の1人である壱岐春記大尉は、搭乗機で現場を訪れる。日本軍と連合国軍の双方の戦死者を鎮魂するため、二つの花束を投下した。

## 海底のプリンス・オブ・ウェールズと違法サルベージ
沈没地点 北緯3度33分36秒 東経104度28分42秒 / 北緯3.56000度 東経104.47833度は比較的浅い海(水深68m)であり、レパルスほどではないにしてもプリンス・オブ・ウェールズも比較的到達容易な水深に沈んでおり、晴天時には海面から船体が確認できるほどである。宇垣纏（当時、連合艦隊参謀長）は戦場日記『戦藻録』に「否水深三〇米引揚は極めて容易、我戦艦籍に二隻を加ふるも近き事なるべく藻屑とならざるべし」と記述して、プリンス・オブ・ウェールズとレパルスのサルベージと日本戦艦籍編入を思案していたが、実現しなかった。軍令部でも引き揚げを狙い、サルベージの派遣手続きを取っている。1942年（昭和17年）1月下旬、小沢長官は海防艦「占守」と第一掃海隊（掃海艇部隊）に、ウェールズとレパルスの沈没位置を特定するよう命じた。2月1日、占守はウェールズの位置を確認して浮標を設置した。
ウェールズの船体は完全に転覆した状態で沈んでおり、舷側には大小4箇所の破損穴が海底調査で発見されている。船首部の破損穴は完全に貫通している。また右舷外側スクリューシャフト基部の破損穴は500キロ爆弾の爆発によって生じた可能性があると海底調査では記載されている。海底調査は2回実施されており、最近の調査では破損穴の1つが土砂で埋まっており観察できない状態になっていることが報告された。沈没時に弾薬庫の誘爆がなかったので、船体には大きな損傷は認められていない。
日本軍の戦闘報告では魚雷命中数は6本以上となっているが、海底調査での破孔の数との乖離は、爆弾の至近弾の見間違いや同一命中を複数カウントされているためで、ドイツの戦艦ビスマルクの船体調査でも同じ事が報告されている。
2014年に中国の違法サルベージ業者によりレパルスと共に破壊行為を受けていることが報じられ、作業を行っていた船員が拘束された。爆発物を船体に取り付けて破壊し、破片をクレーン船で引き上げるという手法で鉄屑が回収されていた。
2023年5月にもマレーシアのジョホール州東岸沖でプリンス・オブ・ウェールズの残骸から遺物を回収した疑いのある中国船がマレーシアに拿捕された。

## ギャラリー

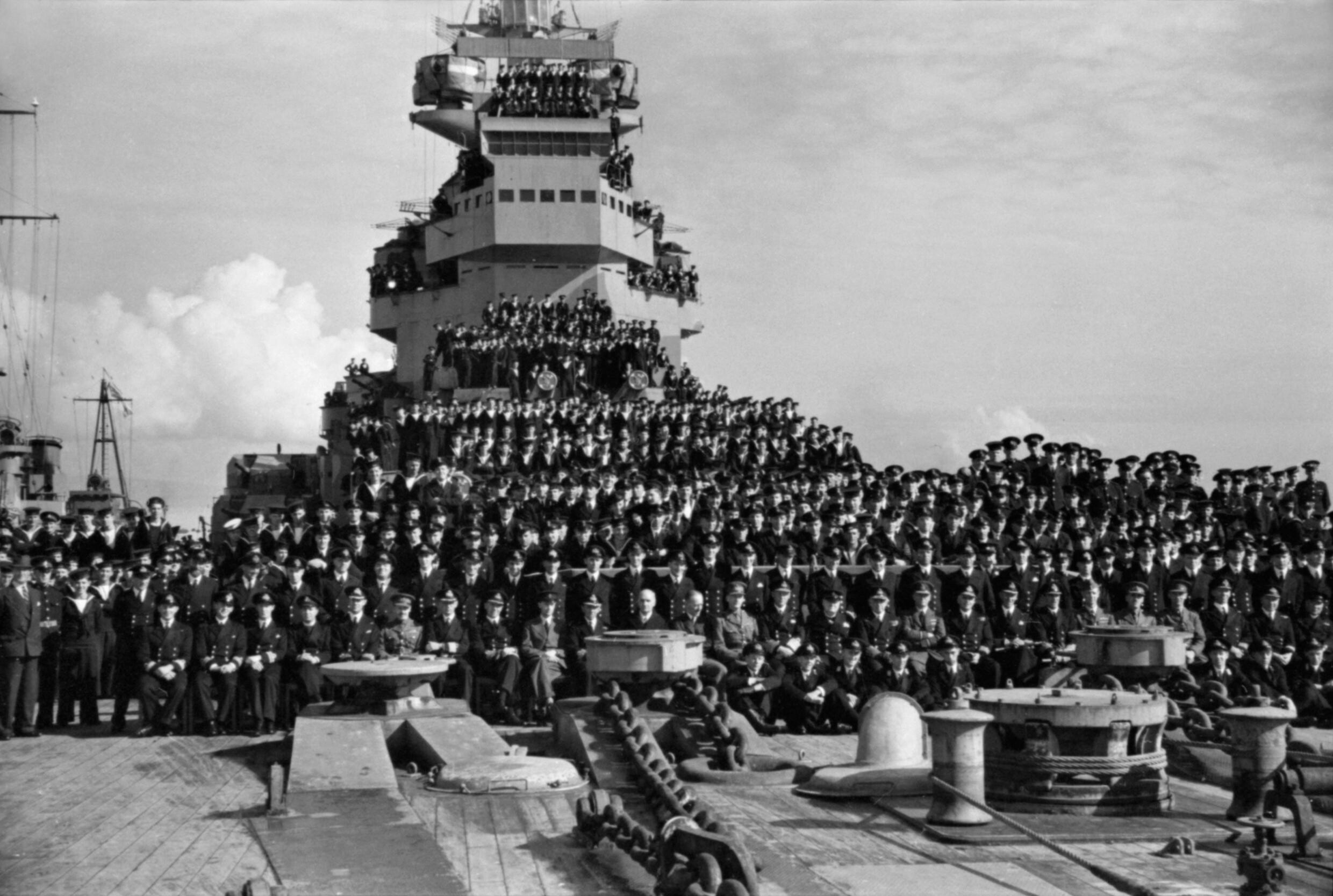
1941年8月18日撮影。
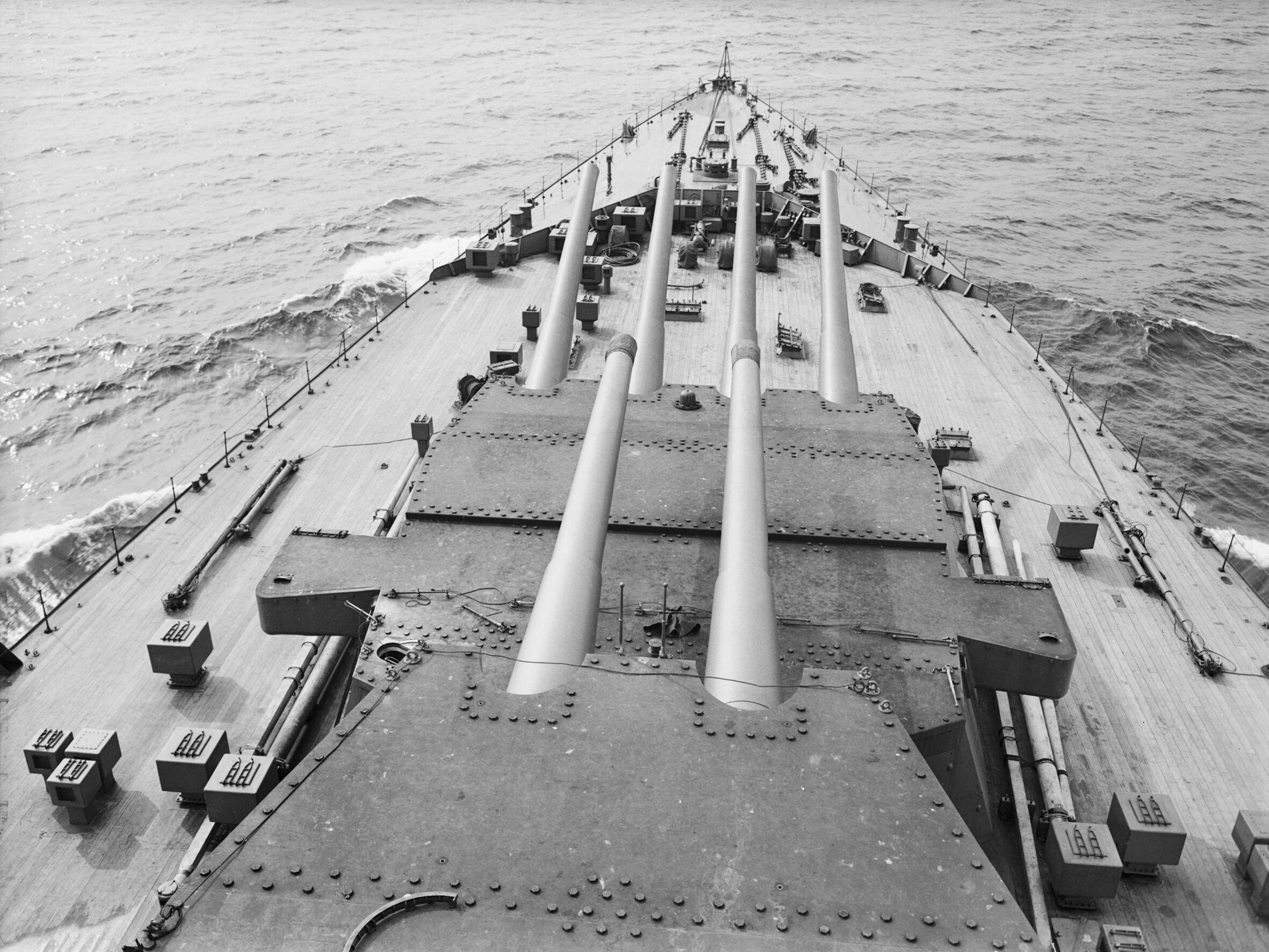
艦橋から見下ろした前部主砲
チャーチル首相に謁見する船乗り猫の "ブラッキー" （1941年8月）。
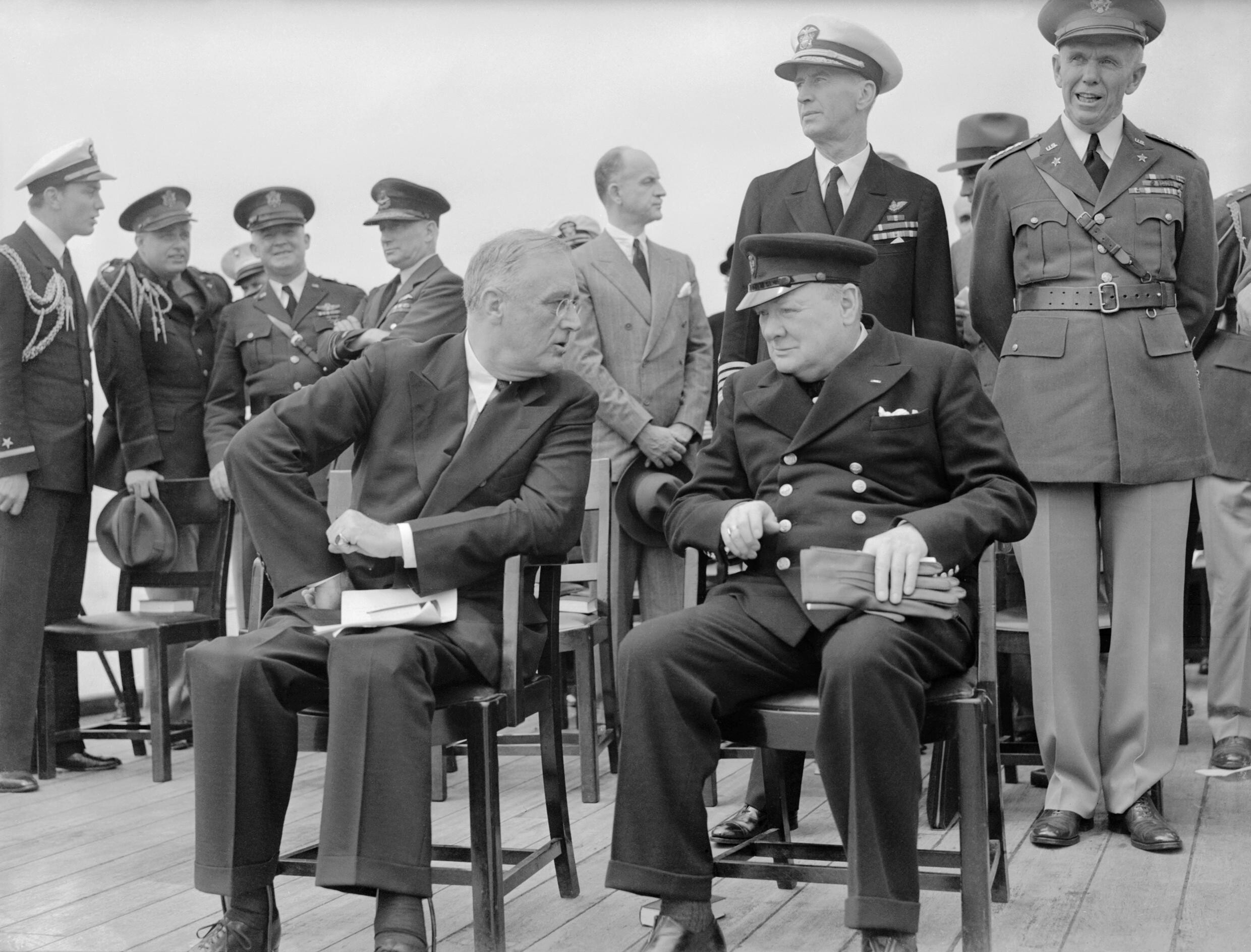
大西洋憲章(大西洋会談)のチャーチル首相とルーズベルト大統領（1941年8月10日）。

## 登場作品
映画『ビスマルク号を撃沈せよ!』
デンマーク海峡海戦で艦橋被弾時に負傷、一時的に視力をうしなったエズモンド・ナイトが、プリンス・オブ・ウェールズのジョン・リーチ艦長役として出演する。
映画『ハワイ・マレー沖海戦』
マレー沖海戦での本艦沈没シーンが、本作戦のクライマックスとなった。